# 波罗赤站
波罗赤站是一个锦承线上的铁路车站，位于辽宁省朝阳县波罗赤乡，建于1934年，目前为四等站，邮政编码为122631。目前客运：办理旅客乘降；行李、包裹托运；货运：办理整车货物发到。